# Jadwiga Jędrzejowská
Jadwiga Jędrzejowská (15. října 1912 Krakov – 28. února 1980 Katovice) byla polská amatérská tenistka. Pro obtížnou výslovnost svého jména získala přezdívku „Jed“ či „Ja-Ja“.

## Sportovní kariéra
Dosud je díky svým výsledkům nejlepší polskou hráčkou či hráčem (ač byla amatérkou). Třikrát se probojovala do finále grandslamového turnaje ve dvouhře, třikrát ve čtyřhře a jednou ve smíšené čtyřhře. Ze sedmi možností získala jediný titul na French Championships 1939 v ženské čtyřhře spolu s Francouzskou Simone Mathieuovou.
Roku 1936 byla v semifinále Wimbledonu, o rok později v semifinále na French Championships. Hrála finále ve Forrest Hills (1937). Ještě ve čtyřiceti čtyřech letech roku 1957 postoupila spolu s Pilarem Barrilem do čtvrtfinále mixu na French Championships. Nejvýše postavená byla na 3. místě žebříčku tenistek (1937).
V sezóně 1936-37 byla vyhlášena Nejlepším sportovcem Polska.

## Finálová utkání na Grand Slamu (7)

### Dvouhra (0-3)
| Turnaj               | Rok  | -          | Vítězka          | Výsledek      |
| -------------------- | ---- | ---------- | ---------------- | ------------- |
| Wimbledon            | 1937 | finalistka | Dorothy Roundová | 2:6, 6:2, 5:7 |
| US Championships     | 1937 | finalistka | Anita Lizana     | 4:6, 2:6      |
| French Championships | 1939 | finalistka | Simone Mathieu   | 3:6, 6:8      |

### Čtyřhra (1-2)
| Turnaj               | Rok  | -          | Spoluhráčka       | Soupeřky                           | Výsledek      |
| -------------------- | ---- | ---------- | ----------------- | ---------------------------------- | ------------- |
| French Championships | 1936 | finalistka | Susan Noel        | Simone Mathieu a Billie Yorke      | 2:6, 6:4, 6:4 |
| US Championships     | 1938 | finalistka | Simone Mathieuová | Alice Marble a Sarah Palfrey Cooke | 6:8, 6:4, 6:3 |
| French Championships | 1939 | vítězka    | Simone Mathieu    | Alice Florian a Hella Kovac        | 7:5, 7:5      |

### Smíšená čtyřhra (0-1)
| Turnsj               | Rok  | -          | Spoluhráč         | Soupeři                        | Výsledek |
| -------------------- | ---- | ---------- | ----------------- | ------------------------------ | -------- |
| French Championships | 1947 | finalistka | Cristea Caralulis | Eric Sturgess a Sheila Summers | 0:6, 0:6 |

## Výsledky na Grand Slamu - dvouhra
| Turnaj          | 1931  | 1932  | 1933  | 1934  | 1935  | 1936  | 1937  | 1938  | 1939  | 1940  | 1941-44 | 1945  | 1946  | 1947  | 1948  | Celkově SR |
| --------------- | ----- | ----- | ----- | ----- | ----- | ----- | ----- | ----- | ----- | ----- | ------- | ----- | ----- | ----- | ----- | ---------- |
| Australian Open | A     | A     | A     | A     | A     | A     | A     | A     | A     | A     | –       | –     | A     | A     | A     | 0 / 0      |
| French Open     | 2k    | A     | 1k    | 3k    | A     | 3k    | SF    | A     | F     | –     | R       | A     | 3k    | 3k    | 1k    | 0 / 9      |
| Wimbledon       | 1k    | 3k    | 3k    | 4k    | ČF    | SF    | F     | ČF    | ČF    | –     | –       | –     | A     | 2R    | A     | 0 / 10     |
| US Open         | A     | A     | A     | A     | A     | A     | F     | ČF    | A     | A     | A       | A     | A     | A     | A     | 0 / 2      |
| SR              | 0 / 2 | 0 / 1 | 0 / 2 | 0 / 2 | 0 / 1 | 0 / 2 | 0 / 3 | 0 / 2 | 0 / 2 | 0 / 0 | 0 / 0   | 0 / 0 | 0 / 1 | 0 / 2 | 0 / 1 | 0 / 21     |